# Litovany
Litovany (en allemand : Littowan) est une commune du district de Třebíč, dans la région de Vysočina, en République tchèque. Sa population s'élevait à 127 habitants en 2020.

## Géographie
Litovany se trouve à 6 km au sud du centre de Hrotovice, à 21,5 km au sud-est de Třebíč, à 44 km à l'ouest-sud-ouest de Brno, à 50 km au sud-est de Jihlava et à 164 km au sud-est de Prague.
La commune est limitée par Bačice et Hrotovice au nord, par Rouchovany et Přešovice à l'est, par Újezd au sud, par Biskupice-Pulkov au sud-ouest et par Radkovice u Hrotovic à l'ouest.

## Histoire
La première mention écrite de la localité date de 1338.

## Transports
Par la route, Litovany se trouve à 9,5 km de Hrotovice, à 24,5 km de Třebíč, à 61 km de Jihlava, à 63 km de Brno et à 193 km de Prague.